# Andisol

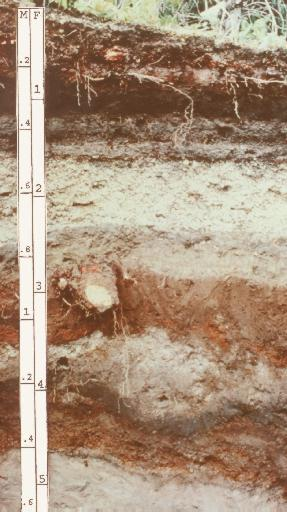
Perfil de um Andisol.

Andisol é uma das categorias de solos consideradas na classificação USDA na qual são incluídos os solos formados por meteorização e alteração de cinzas vulcânicas e que apresentam uma elevada proporção de  materiais vítreos e materiais coloidais amorfos, incluindo alofanas, imogolite e ferrihidrite. Na classificação aprovada pela Base de Referência Mundial para Recursos de Solos (WRB) da Organização das Nações Unidas para a Alimentação e a Agricultura (FAO), os Andisols são designados por Andosols.

## Descrição
Por serem geralmente bastante jovens, os Andisols são tipicamente muito férteis, exceto nos casos em que o fósforo é fixado tão fortemente que reduz a sua biodisponibilidade (o que por vezes ocorre nos trópicos). Estes solos conseguem geralmente suportar cultivo intensivo, como por exemplo nas áreas usadas para arroz húmido em Java, sustentando algumas das populações mais densas do mundo. Outras áreas de Andisol suportam cultivos de frutas, milho, chá, café ou tabaco. No Pacífico Noroeste dos EUA, os Andisols sustentam florestas muito produtivas.
OS Andisols ocupam cerca de 1-2% da área global de terra livre de gelos permanentes. A maioria ocorre em torno do Anel de Fogo do Pacífico, com as maiores áreas encontradas no centro do Chile, no Equador, na Colômbia, no México, no Pacífico Noroeste (EUA), Japão, Java e Ilha do Norte (Nova Zelândia). Outras áreas ocorrem no Grande Vale do Rift (África), na Itália, na Islândia, no Hawaiʻi e nos Açores.
Andisols fósseis são conhecidos de áreas distantes de regiões de atividade vulcânica atual que, em alguns casos, foram datados do Mesoproterozoico, 1 500 milhões de anos atrás.

## Subordens
Os Andisols são subdivididos nas seguintes subordens:
- Aquands — Andisols com lençol freático na superfície ou próximo dela durante grande parte do ano;
- Gelands — Andisols de climas muito frios (temperatura média anual <0 °C);
- Cryands — Andisols de climas frios;
- Torrands — Andisols de climas muito secos;
- Ustands — Andissolos de climas semiáridos e subúmidos;
- Udands — Andisols de climas húmidos;
- Xerands — Andisols de climas temperados com verões muito secos e invernos húmidos;
- Vitrands — Andisols relativamente jovens de textura grosseira dominada por materiais vítreos.